# Yasmin Williams
Yasmin Williams est une guitariste américaine.

## Biographie
Yasmin Williams découvre la guitare avec le jeu vidéo Guitar Hero II.

## Style et technique
Yasmin Williams se distingue par sa grande variété de techniques de jeux. Elle utilise notamment la méthode du tapping sur une guitare acoustique posée sur ses jambes.

## Discographie

### Albums studio
- 2018 - Unwind (Autoproduit)
- 2021 - Urban Driftwood (Spinster Records)
- 2024 - Acadia (Nonesuch Records)